# Associação Académica do Fogo
A Associação Académica do Fogo é um clube de futebol da Ilha do Fogo no Cabo Verde. Compete no Campeonato Cabo-Verdiano de Futebol e no Campeonato Regional do Fogo.

## Historía

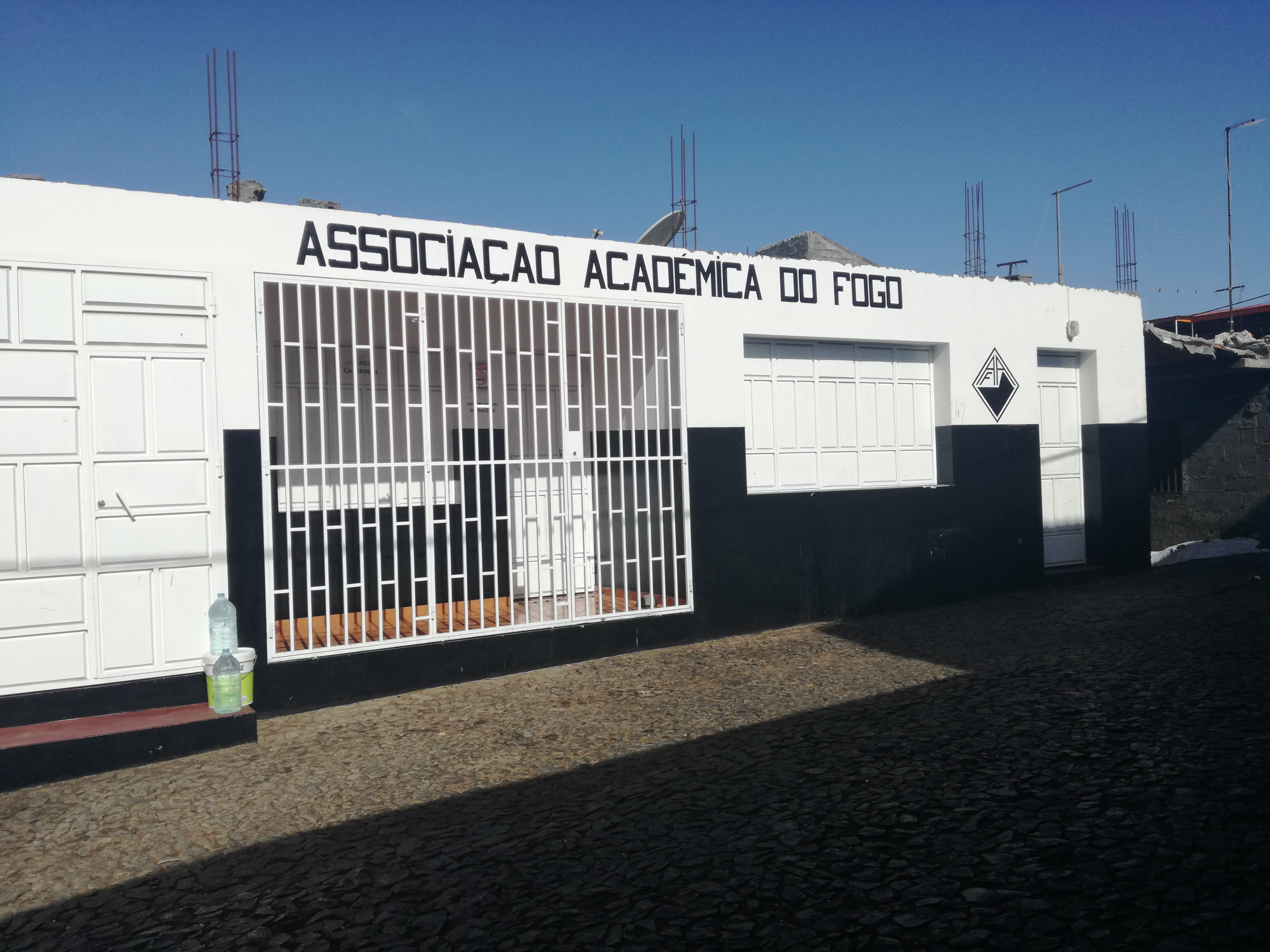
Sede de Académica do Fogo

Fundado em 18 de novembro de 1962, é o segundo clube da ilha do Fogo, e filial do clube português, Académica de Coimbra.
Académica do Fogo venceu o primeiro regional na primavera de 1985 e o último em 2014. O clube possui-se o segundo títulos nacionais com 13 títulos de campeonato regional, dez do Fogo, segundo na ilha, Académica possui-se três títulos de taças regionais, o primeiro venceu em 2001 e o último venceu em 2017 na jogo contra Vulcânicos na final de taça regional.
O clube comemora 25ª aniversario em 1987 e 50ª aniversário em 2012.
Académica Fogo apareceu nas finais pela primeira vez na temporada 2013/14 e desafiou CS Mindelense. Seu primeiro jogo perdeu 2-1 para Mindelense, Victor marcaria o único gol na final aos 29 minutos, a segunda partida não teve qualidade e conseguiu o segundo lugar e seria a melhor aparência a nível nacional.  Sy foi o jogador que marcou mais golos na nação com cinco.
Académica Fogo terminou em segundo lugar na temporada 2015/16 com 43 pontos, 13 vitórias e quatro empates. O clube teve 57 gols, o maior da temporada e também teve o maior resultado com 1-12 sobre a União de São Lourenço no dia 3 de abril em uma partida da Ronda 16 e fez a maior pontuação da temporada e segunda vez com 12 gols. Também o clube marcou 57 gols, o que foi o mais para a temporada.
Em 2016, o clube apareceu na Copa dos Campeões do Boavista na Praia no dia 28 de outubro, uma competição amigável, o clube perdeu nas semifinais e jogou uma terceira partida no dia 29 de outubro contra o CS Mindelense.
Académica do Fogo venceu o campeonato regional (ou Primeira Divisão) da ilha em março de 2019 e participando na campeonato nacional em abril, e perdeu na fase de meias-finais.

## Estádio

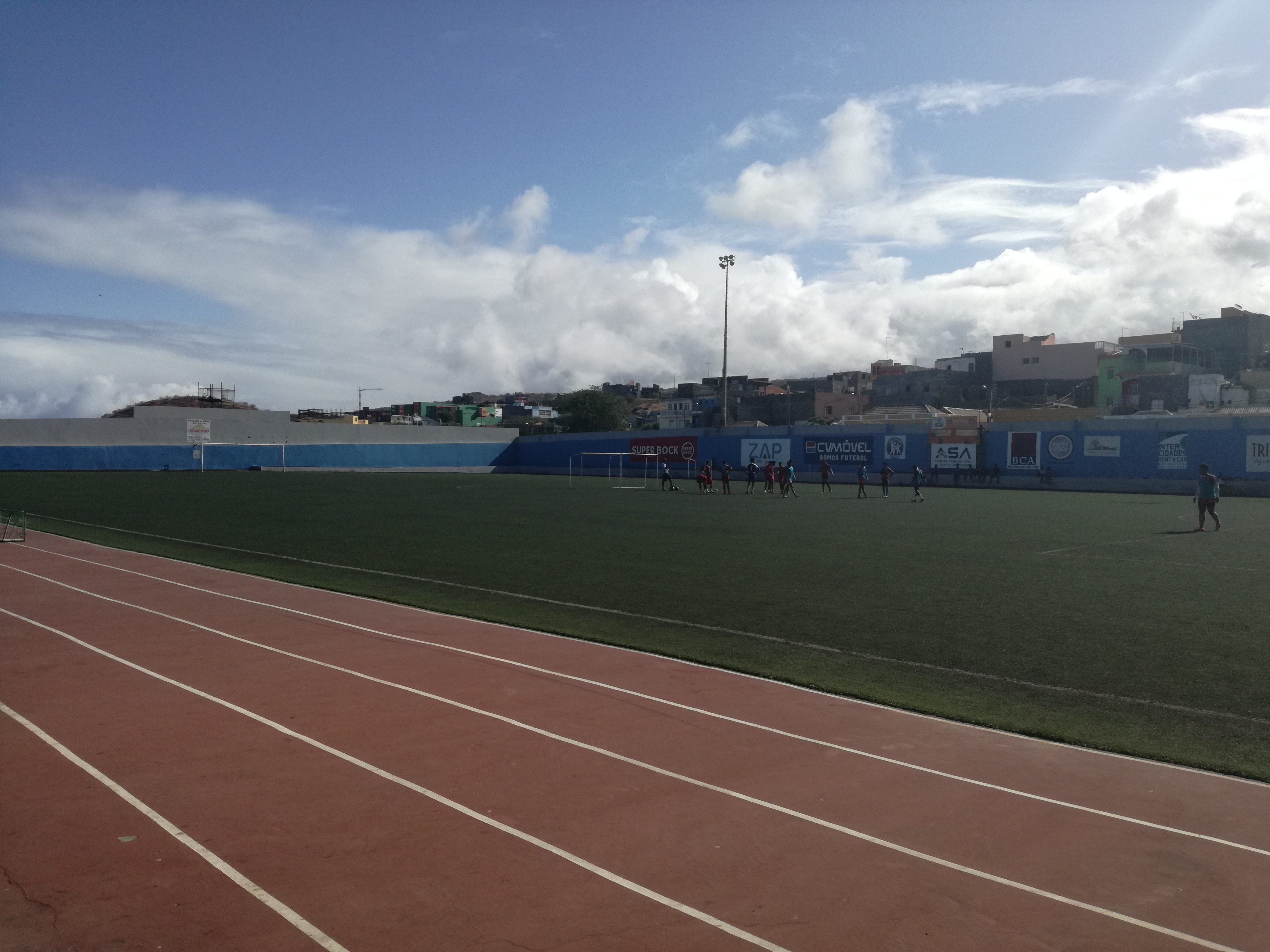
Estádio 5 de Julho, o casa de Académica do Fogo

O jogos são jogados no Estádio 5 de Julho. Outros clubes populares jogam no estádio, incluindo-se: Botafogo, Juventude, Vulcânicos e o novo clube Atlântico. Outros clube no sul do município, detêm freguesia de Nossa Senhora do Livramento jogar na estádio.

## Uniformes antigos
As cores do equipamento principal são o preto e branco. O equipamento alternativo é preto.
| Uniforme de visitador ou alternativo até 2013/14 | Uniforme de visitador ou alternativo de 2015 até 2016 |

## Rivalidades
O Académica do Fogo tem como principais rivais o Vulcânico e Botafogo de Cabo Verde formado o Clássico do Fogo.

## Títulos
- Liga Insular do Fogo: 16 total (14 listado completamente)

Dois em decada de 1960 ou 1970, 1984/85, 1986/87, 1987/88, 1990/91, 1992/93, 1994/95, 1996/97, 2001/02, 2004/05, 2007/08, 2011/12, 2012/13, 2013/14, 2018/19
- Taça do Fogo: 4:

2001, 2009, 2017, 2019
- Outro:
  - Torneio Municipal de São Filipe: 1

2017

## Futebol

### Classificações

#### Nacionais
| Temporada | Div | Pos | Pts    | J | V | E | D | G.M. | G.S. | Diff. |
| 2002      | 1   | 2   | 16 pts | 8 | 5 | 1 | 2 | 21   | 12   | +9    |
| 2005      | 1A  | 3   | 7 pts  | 5 | 2 | 1 | 2 | 10   | 7    | +3    |
| 2008      | 1A  | 2   | 10 pts | 5 | 3 | 1 | 1 | 9    | 6    | +3    |
| 2012      | 1A  | 2   | 8 pts  | 5 | 2 | 2 | 1 | 3    | 3    | 0     |
| 2013      | 1B  | 1   | 11 pts | 5 | 3 | 2 | 0 | 4    | 0    | +4    |
| 2014      | 1A  | 2   | 8 pts  | 5 | 2 | 2 | 1 | 7    | 2    | +5    |

#### Regionais
| Temporada | Div | Pos | Pts    | J  | V  | E | D | G.M. | G.S. | Diff. |
| 2004-05   | 2   | 1   | -      | -  | -  | - | - | -    | -    | -     |
| 2007-08   | 2   | 2   | -      | -  | -  | - | - | -    | -    | -     |
| 2011-12   | 2   | 1   | -      | -  | -  | - | - | -    | -    | -     |
| 2012-13   | 2   | 6   | -      | -  | -  | - | - | -    | -    | -     |
| 2013-14   | 2   | 1   | 42 pts | 18 | 13 | 3 | 2 | 59   | 15   | +44   |
| 2014-15   | 2   | 2   | 42 pts | 18 | 13 | 3 | 2 | 52   | 9    | +43   |
| 2015-16   | 2   | 2   | 43 pts | 18 | 13 | 4 | 1 | 57   | 14   | +43   |
| 2016-17   | 2   | 2   | 45 pts | 18 | 14 | 3 | 1 | 61   | 10   | +51   |
| 2017-18   | 2   | 2   | 42 pts | 18 | 14 | 0 | 4 | 50   | 18   | +32   |
| 2018-19   | 2   | 1   | 47 pts | 18 | 15 | 2 | 1 | 49   | 13   | +36   |

## Estatísticas
- Melhor posição: 2a (nacional)
- Melhor posição na taças regionais: 1a (regional)
- Apresentadas na campeonatos:
  - Nacional: 13
  - Regional: 41
- Melhor pontos totais na temporada: 16

## Jogadores
- Djidjexerem Mica Cobom
- Cláudio
- Sy
- Victor
- Dany
- Zé Manuel
- Fifa Kök-Böys
- Djedjin
- Kevy
- Basy

### Clube de jovens
- Zé Luís, em 2007